# Hildi Hess
Hildegund Louise Hess (* 19. Dezember 1911 in Zürich; † 1. November 1998 ebenda) war eine Schweizer Bildhauerin. Sie gilt als Meisterin der figürlichen plastischen Menschendarstellung in der Tradition Rodins und Bourdelles.

## Leben

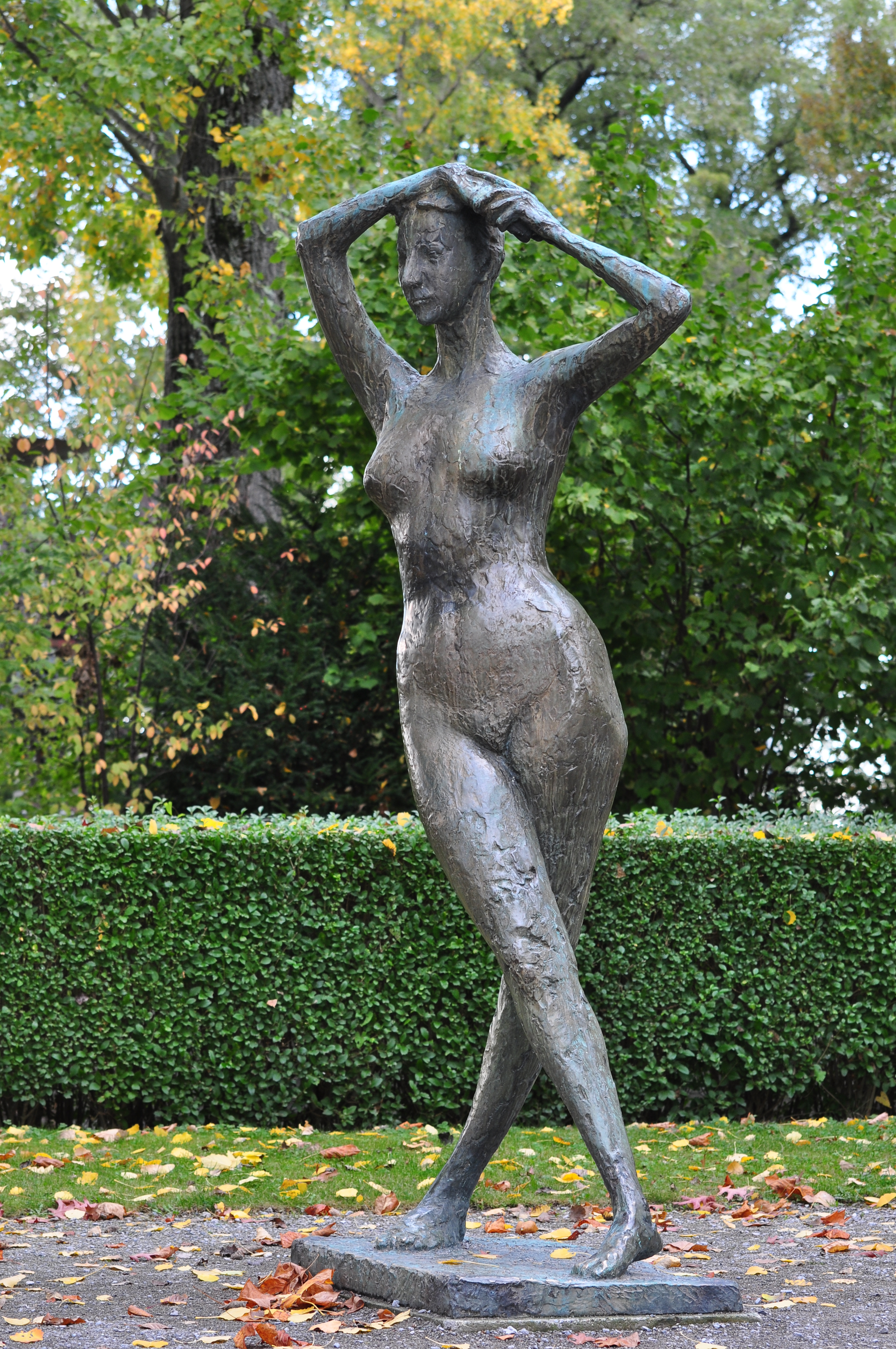
Bronzeskulptur Rhythmus (1957) am Zürichhorn

Hildegund «Hildi» Hess wurde am 19. Dezember 1911 in Zürich als Tochter des Orientalisten Jean Jacques Hess (1866–1949) und seiner zweiten Ehefrau, der Malerin und Zeichnerin Sophie von Wyss (1874–1951), geboren. Während ihre Eltern sich zeitweise in Ägypten aufhielten, wuchs sie bei ihren Grosseltern auf. Früh begann sie mit dem Modellieren. In den Jahren von 1930 bis 1932 besuchte sie die allgemeine Klasse der Kunstgewerbeschule Zürich und nahm Unterricht bei Otto Meyer-Amden, Carl Fischer und Ernst Georg Rüegg. Da es in Zürich keine Bildhauerklasse gab, vervollständigte sie ihre künstlerische Ausbildung ab 1932 in Paris an der Académie de la Grande Chaumière, bei Paul Ranson und an der Académie Scandinave bei Charles Despiau und Germaine Richier, deren erste Schweizer Schülerin sie war.
Im Jahr 1937 kehrte Hess nach Zürich zurück, wo sie in verschiedenen Ateliers arbeitete. Im selben Jahr wurde sie Mitglied der Schweizerischen Gesellschaft Bildender Künstlerinnen und nahm an deren erster Ausstellung teil. Sie beteiligte sich an Wettbewerben und Gruppenausstellungen im In- und Ausland. Reisen führten sie nicht nur nach Italien und Spanien, sondern auch nach Nordafrika, Kambodscha, Persien, Afghanistan, China und in die Vereinigten Staaten.
Hildi Hess starb am 1. November 1998 wenige Wochen vor Vollendung ihres 87. Lebensjahres in ihrer Geburtsstadt Zürich.

## Werk
Am liebsten arbeitete Hess mit dem Werkstoff «Pariser Ton». Die meisten ihrer Werke waren für den Bronzeguss bestimmt, seltener arbeitete sie mit Stein. Hess schuf vor allem weibliche Aktfiguren, Artistinnen und Artisten (Chinesischer Jongleur (1947), Einradfahrerin (1955), Pierino als Tellerjongleur (1980)) sowie zahlreiche Porträtbüsten prominenter Persönlichkeiten, darunter der Grafiker Max Huber, der Operndirigent Nello Santi und die Schriftsteller Hans Weigel und Friedrich Dürrenmatt.
In den 1950er Jahren besass Hess ein Atelier in der Zürcher Mühlebachstrasse. Bei ihr wohnte zur Untermiete der Verleger Daniel Keel, der 1952 im Alter von 21 Jahren den Diogenes Verlag als Ein-Mann-Betrieb gegründet hatte. Im Jahr 1953 stand auch Keel ihr in ihrem Atelier Modell für eine Büste.

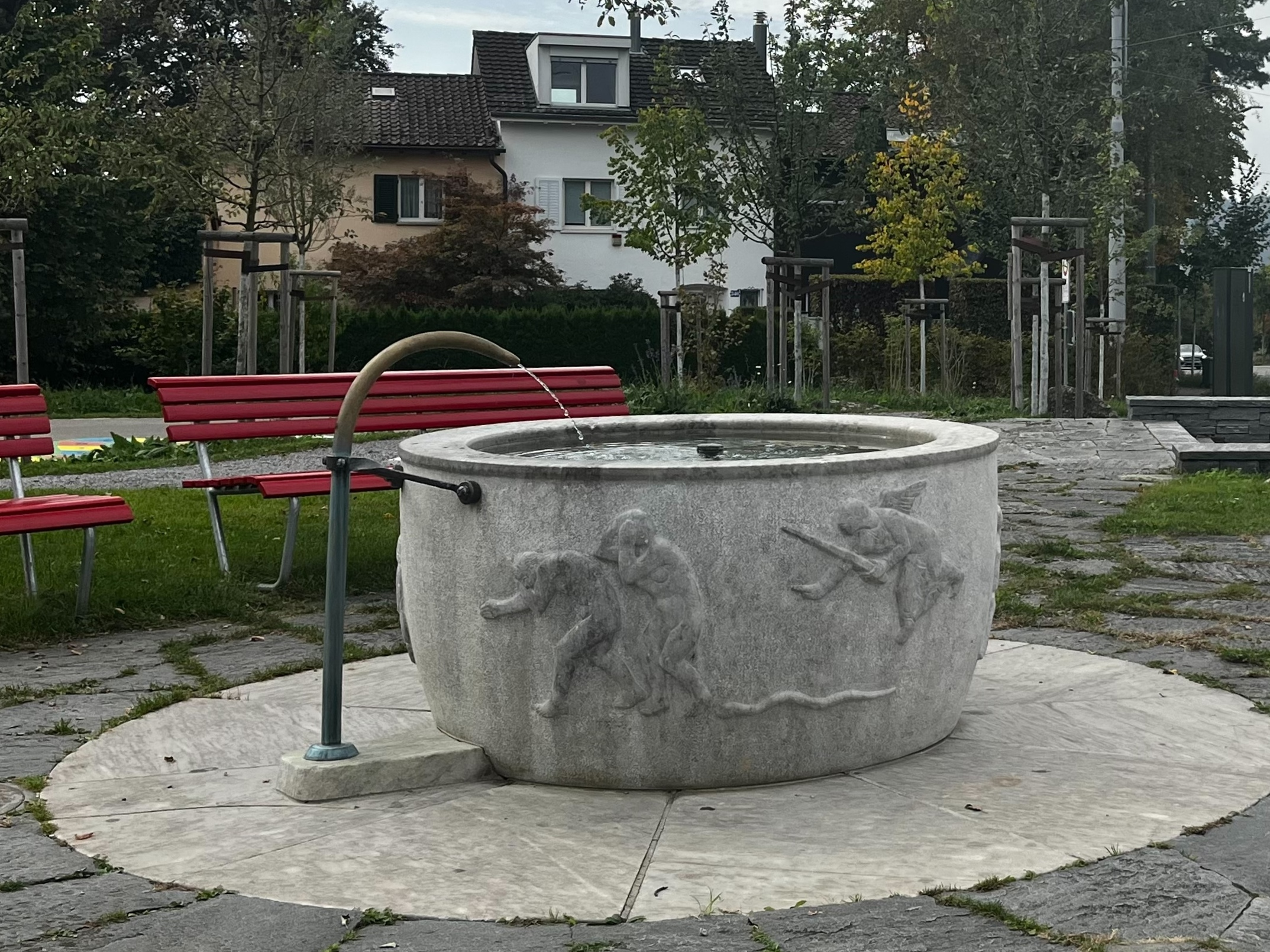
Die Brunnenkopie in Witikon (2023)

Ein von ihr im Jahr 1950 geschaffener Brunnen aus Cristallina-Marmor, der die Geschichte von Adam und Eva zeigt, stand viele Jahre im Quartier Witikon in einer Grünanlage gegenüber der Einmündung des Lehfrauenwegs in die Witikonstrasse. Das Kunstwerk wurde im Jahr 2006 durch Vandalismus irreparabel beschädigt und zwei Jahre später durch eine originalgetreue, vom Zürcher Bildhauer Romano Fenaroli geschaffene Kopie ersetzt.
Anlässlich eines Bildhauerinnen-Wettbewerbs im Rahmen der 2. Schweizerischen Ausstellung für Frauenarbeit (SAFFA) im Jahr 1958 schuf Hess 1957 die Bronzeskulptur «Rhythmus», eine lebensgrosse, nackt posierende Frauengestalt. Mit diesem Werk, das auch unter dem Titel «Stehender Weiblicher Akt» bekannt ist, errang sie unter 58 eingereichten Arbeiten den 2. Platz im Wettbewerb. In jenem Jahr wurden anstelle eines ersten Preises zwei 2. Preise vergeben. Hess und die aus Freienbach stammende Angelika Nauer-Ledergerber erhielten jeweils 3.500 CHF und den Auftrag zur weiteren Ausarbeitung ihrer prämierten Werke. Die Skulptur fand zunächst ihren Platz am Uferweg beim neu erbauten Zürcher Kasino am Zürichhorn.
Heute steht die Skulptur an prominenter Stelle in der Nähe der Schiffsanlegestelle am Zürichhorn und zählt zu Hess’ bekanntesten Werken.

## Auszeichnungen und Ehrungen

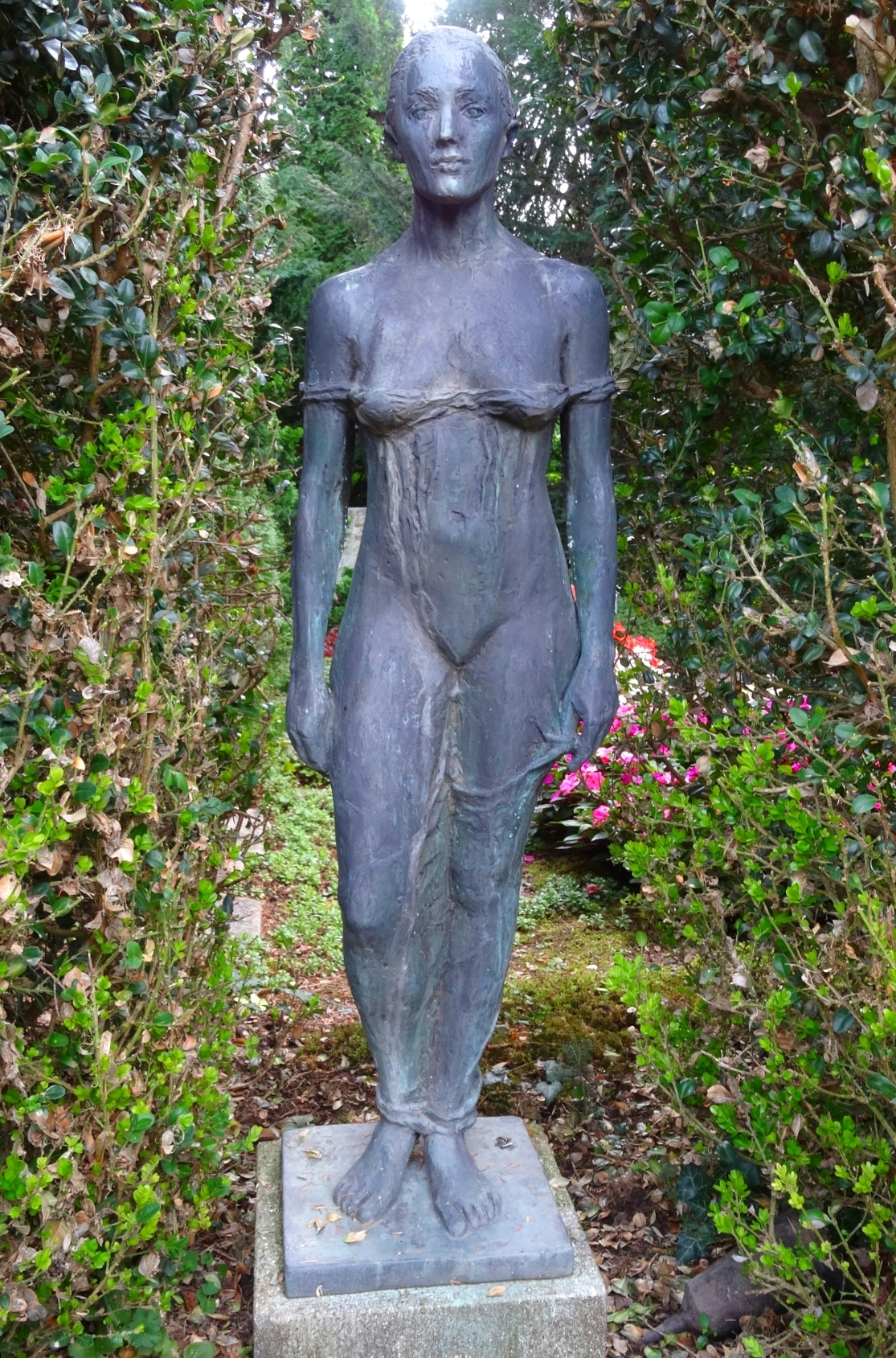
Grabskulptur von Hildi Hess auf dem Friedhof Enzenbühl in Zürich (1972)

- 1939, 1941 und 1944: Eidgenössisches Bundesstipendium
- 1954: Conrad-Ferdinand-Meyer-Preis[8]
- 1971: Ehrengabe des Kantons Zürich
- 1987: Goldmedaille für ihre Werke in Verbindung mit dem Sport

## Werke (Auswahl)
- 1944: «Denkmal der Arbeit» (Relief), Winterthur, Technikum
- 1950: «Adam und Eva», Marmorbrunnen, Witikon
- 1957: «Rhythmus», Skulptur Zürichhorn
- 1971: «Margrit mit Zoccoli» (Bronzefigur), Zürich, Spital Triemli
- 1972: Grabskulptur auf dem Friedhof Enzenbühl, Zürich
- «Drei Nonnen» (Steinrelief), Zürich, Schlüsselgasse 10, Haus «Zu den drei Nonnen»
- «Männer in Chorstühlen»